# Jong Pok-sim
Jong Pok-sim (* 31. Juli 1985) ist eine nordkoreanische Fußballspielerin. Die Stürmerin war nordkoreanische Nationalspielerin.
Sie gewann mit Nordkorea 2004 den Australia Cup. 2006 gewann Nordkorea bei den Asienspielen die Goldmedaille, wobei Jong im Finale im Elfmeterschießen gegen Japan den entscheidenden Elfmeter verwandelte. Bei der Weltmeisterschaft 2007 wurde sie in allen vier Spielen eingesetzt und erreichte mit Nordkorea das Viertelfinale, wo man gegen den späteren Weltmeister Deutschland ausschied. 2010 unterlag Nordkorea bei der Asienmeisterschaft im Finale erst im Elfmeterschießen gegen Australien. Bei den Asienspielen 2010 kam es zur Neuauflage des Endspiels von 2006, das diesmal Japan für sich entschied. Bei der Weltmeisterschaft 2011 in Deutschland bestritt sie die ersten beiden Spiele. Vor dem dritten Spiel wurde sie suspendiert, weil sie bei einer Dopingkontrolle positiv auf anabole Steroide getestet wurde. Später wurde sie für 18 Monate gesperrt.